# Gone (canção)
"Gone" é uma canção da cantora britânica Charli xcx e da cantora francesa Christine and the Queens, lançada em 17 de julho de 2019 como terceiro single do terceiro álbum de estúdio de xcx, Charli (2019), através das gravadoras Asylum e Atlantic Records. O vídeo musical foi lançado junto com a faixa.

## Composição
"Gone" é uma canção do gênero pop, com elementos de electropop, synthpop, funk e música experimental. Charli disse que a música é sobre "se sentir isolado e sozinho em salas lotadas", além de ansiedade e "aprender a se sentir confortável com quem você realmente é". Foi composta pelas interpretes em conjunto com Noonie Bao, Linus Wiklund e Nicolas Petitfrère.

## Vídeo musical
O vídeo musical começa com cenas de Charli e Christine lutando enquanto estão amarrados a lados opostos de um carro branco no topo de um palco, com os dois cantando a faixa e dançando em uma sala com luzes coloridas. No começo do segundo verso, Christine consegue se libertar antes de ajudar Charli. Quando o segundo refrão começa, chuva e fumaça aparecem na sala enquanto os dois cantores dançam no teto do carro. Com o início do outro, a chuva para e um anel de fogo surge ao redor do palco. O vídeo musical termina com Charli e Christine juntas, com chamas na frente deles.

## Performances ao vivo
Charli e Christine apresentaram a canção pela primeira vez no festival Primavera Sound, em maio de 2019. Elas tocaram a música novamente no festival Electric Picnic, em setembro de 2019, bem como sua primeira apresentação na televisão no The Jonathan Ross Show para promover o lançamento do álbum Charli. A dupla tocou a música no The Tonight Show Starring Jimmy Fallon, em setembro de 2019.

## Faixas e formatos
| Download digital e streaming |        |         |  |
| N.º                          | Título | Duração |  |
| 1.                           | "Gone" | 4:05    |  |